# Peniston Lamb (1er vicomte Melbourne)
Peniston Lamb, 1er vicomte Melbourne (29 janvier 1745 - 22 juillet 1828), titré Peniston Lamb, deuxième baronnet, de 1768 à 1770, est un homme politique britannique qui siège à la Chambre des communes de 1768 à 1793. Il est le père du Premier ministre William Lamb, 2e vicomte Melbourne.

## Jeunesse
Il est le fils de Matthew Lamb (1er baronnet), et de son épouse Charlotte Coke. Il fait ses études au Collège d'Eton de 1755 à 1762 et entre au Lincoln's Inn en 1769. À la mort de son père, le 6 novembre 1768, il lui succède comme baronnet et hérite de Melbourne Hall dans le Derbyshire. Il épouse Elizabeth Milbanke (en) (1751-1818), fille de Ralph Milbanke, 5e baronnet, le 13 avril 1769. C'est une jeune femme d'une grande beauté, d'une intelligence et d'un caractère forts, qui finit rapidement par dominer complètement son mari et les conduit au centre de la bonne société. En 1770, il commence la construction, sous le nom de Melbourne House, de l'actuel Albany à Londres.

## Carrière politique
Aux élections générales de 1768, il est élu sans opposition en tant que député de Ludgershall. En 1770, il est élevé dans la Pairie d'Irlande en tant que lord Melbourne, baron de Kilmore, dans le comté de Cavan, mais comme il s'agit d'une pairie irlandaise, il est autorisé à rester à la Chambre des communes. Il est de nouveau réélu sans opposition en tant que député de Ludgershall aux élections de 1774 et 1780. En 1781, il est créé vicomte Melbourne, de Kilmore dans le comté de Cavan, également dans la pairie d'Irlande. Il est nommé Lord de la chambre du prince de Galles en 1783 et occupe ce poste jusqu'en 1796. Aux élections générales de 1784, il représente Malmesbury et est à nouveau réélu sans opposition. Il change de nouveau en 1790 et est réélu sans opposition à Newport, île de Wight. Il démissionne de son siège en 1793 en faveur de son fils Peniston.
Lord Melbourne est Lord de la chambre à coucher en 1812. En 1815, il est créé baron Melbourne, dans le comté de Derby, dans la Pairie du Royaume-Uni ce qui lui permet de siéger à la Chambre des lords. Il meurt le 22 juillet 1828 à l'âge de 83 ans. Son fils William lui succède.

## Famille

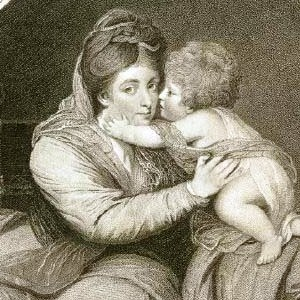
Lady Melbourne avec son fils aîné

Melbourne et sa femme ont six enfants.
- Peniston Lamb (3 mai 1770 - 24 janvier 1805)
- William Lamb (15 mars 1779 - 24 novembre 1848), 2e vicomte de Melbourne
- Frederick Lamb (3e vicomte Melbourne) (17 avril 1782 - 29 janvier 1853), 3e vicomte Melbourne
- George Lamb (homme politique) (11 juillet 1784 - 2 janvier 1834)
- Emily Lamb (en), comtesse Cowper (1787-1869)
- Harriet Lamb (1789-1803)

Seul le fils premier-né peut être définitivement attribué à Lord Melbourne en raison des nombreuses liaisons de son épouse. George est réputé être le fils de George IV. William et Emily auraient été engendrés par Lord Egremont.
On ignore si Melbourne a été malheureux à cause des liaisons de sa femme: c’était un homme doux, facile à vivre et plutôt stupide, qui évitait les ennuis et invoquait invariablement sa femme, qui était de loin le partenaire le plus fort et le plus intelligent du mariage. Leur seule dispute sérieuse a été causée par la mort de leur fils aîné Peniston (qui était sans aucun doute l'enfant de Melbourne); avec colère, il refusa de donner à William (qui n'était certainement pas l'enfant de Melbourne) la même allocation que celle qu'il avait donnée à Peniston, suggérant qu'il éprouvait un certain ressentiment à l'égard de la conduite de sa femme. Lady Melbourne, de son côté, toléra sa liaison avec la courtisane Sophia Baddeley. Nathaniel Wraxall a écrit à propos de Melbourne qu’il était "principalement connu pour la place distinguée qu’il occupe dans les annales du plaisir mérétricien, les mémoires de Mme Bellamy ou Mme Baddeley, les sirènes et les courtisanes d'un autre âge " .
Les enfants de Melbourne le considéraient avec ce qui a été décrit comme un "gentil mépris": sa fille Emily a déclaré qu'il se trompait toujours et qu'ils devaient toujours le corriger, et que même s'il n'était pas un gros buveur, il semblait toujours ivre.